# Øystein Grødum

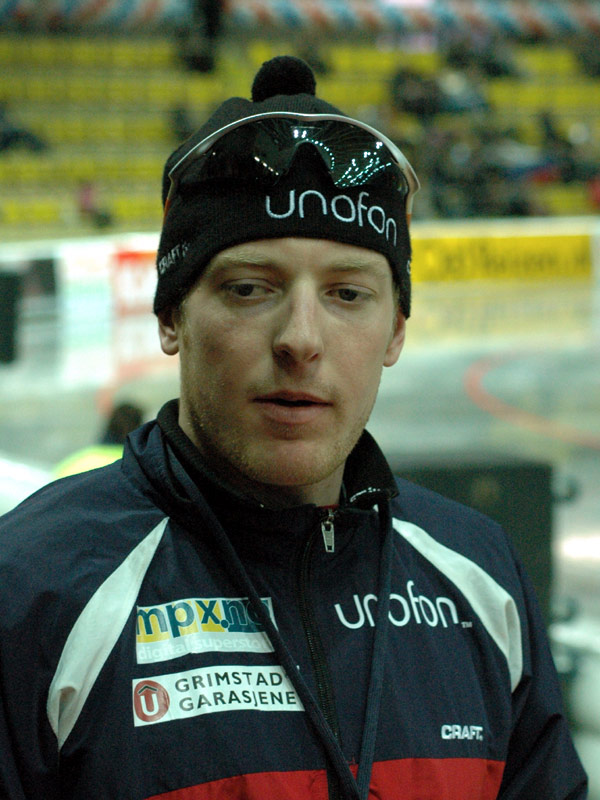
Øystein Grødum bei den Mehrkampfweltmeisterschaften 2005 in Moskau

Øystein Grødum (* 15. Februar 1977) ist ein auf Langstrecken spezialisierter norwegischer Eisschnellläufer.
Der für den Arendal S.K. startende Øystein Grødum debütierte im November 1998 beim Weltcup in Hamar. Dreimal konnte Grødum bisher (November 2006) Weltcups gewinnen, darunter einen mit der Mannschaft. Hinzu kommen vier weitere zweite Plätze. Zweimal war er norwegischer Meister, weitere 12 Mal Vizemeister oder Dritter. Seinen größten Erfolg verpasste er als Vierter auf der 10.000-Meter-Strecke bei den Olympischen Spielen in Turin nur knapp. Auf der 5000-Meter-Strecke wurde er zudem Achter. Zeitweise wurde er vom Startrainer Peter Mueller trainiert.
Er lebt mit der norwegischen Eisschnellläuferin Annette Bjelkevik zusammen und ist Athletenbotschafter der Entwicklungshilfeorganisation Right to Play.

## Eisschnelllauf-Weltcup-Platzierungen
| Platzierung | 100 m | 500 m | 1000 m | 1500 m | 5000 m | 10000 m | Team |
| ----------- | ----- | ----- | ------ | ------ | ------ | ------- | ---- |
| 1. Platz    |       |       |        |        | 1      | 1       |      |
| 2. Platz    |       |       |        |        | 3      | 1       |      |
| 3. Platz    |       |       |        |        |        | 1       |      |
| Top 10      |       |       |        |        | 12     | 7       | 1    |

(Stand: 14. August 2008)